# Рудаков, Алексей Павлович
Алексе́й Па́влович Рудако́в (1917 — 1999) — советский военный деятель и педагог, кандидат военных наук,  генерал-полковник (20.05.1971). Командующий СГВ (1964).

## Биография
В РККА с 1935 года. В 1938 году после окончания Ленинградского военно-инженерного училища назначен командиром взвода Мотопонтонного батальона. 
С 1938 по 1941 годы помощник начальника штаба  Отдельного тяжелого понтонного полка Дальневосточного военного округа. С 1941 по 1945 годы участник Великой Отечественной войны — начальник штаба стрелкового полка, помощник начальника Оперативного отдела 30-го гвардейского стрелкового корпуса, начальник штаба 129-й гвардейской стрелковой дивизии. В 1943 году был тяжело ранен в боях за Харьков.
В 1947 году окончил Военную академию им. М. В. Фрунзе. В 1952 году окончил  Высшую военную академию имени К. Е. Ворошилова. С 1952 года был начальником воздушно-десантного училища. С 1954 года командир 104-й гвардейской воздушно-десантной дивизии. С 1955 года  командир  7-й гвардейской воздушно-десантной дивизией. С 1956 года начальник штаба Воздушно-десантных войск.
С июля 1962 года — начальник штаба — заместитель командующего, с 1963 года по 1965 годы — первый заместитель командующего Северной группой войск; генерал-лейтенант (22.02.1963).  С 10 июля по 26 августа 1964 года командующий Северной группой войск. С 1965 года заместитель главного инспектора Главной инспекции Министерства обороны СССР. В 1971 году произведён в генерал-полковники.
С 1973 года представитель главнокомандующего объединенных Вооружённых сил в ННА ГДР. С 1974 года начальник Управления ГО — заместитель командующего войсками САВО. С 1980 года начальник 37-х Высших центральных офицерских курсов ГО СССР.
С 1986 года в отставке,  старший преподаватель ГО Военно-инженерной академии им. В. В. Куйбышева.
Умер в 1999 году в Москве, похоронен на Кузьминском кладбище.
Награждён тремя орденами Красного Знамени, орденом Суворова III ст., Богдана Хмельницкого II ст., орденами Отечественной войны I и II ст., двумя орденами Красной Звезды, «За службу Родине в Вооружённых Силах СССР» III ст., Трудового Красного Знамени, медалями.